# Chetaïbi
Chetaïbi (en arabe : شطايبي) est une commune de la wilaya d'Annaba en Algérie.

## Géographie
La commune de Chetaïbi est située à environ 62 km au nord-ouest de la wilaya d'Annaba : elle comporte un port de pêche.
Les plages principales sont : Chétaibi, Les sables d'or, Oued Leghnem, Fontaine Romaine, La Baie Ouest et Sidi Akkacha.
|                             | Mer Méditerranée |              |
| El Marsa (wilaya de Skikda) | Chetaïbi         | Oued El Aneb |
|                             | Treat            |              |

## Histoire
Chetaïbi s’appelait autrefois, au temps de l’Africa ca romana : TACUATA et il semble bien, en présence des vestiges que l’on a pu en retrouver, que ce fut une ville relativement importante. C’était, à l’époque romaine, le point de départ d’une route vers l’Ouest, jalonnée par Muharur (Sidi Akkacha), zacca (Cap de fer) ou on extrait du porphyre rouge et exporté vers Rome par le port de la Seybouse ; culucitanis (la Marsa) et paratienis (Guerbès).
Les arabes avaient fait de Tacuata; Tekkouch dérivant du berbère Teccuche et qui en fut le nom arabe. Il subsiste aussi, le long du rivage, des lieux où les gens du voisinage ont créé des légendes aux fins culturelles et effectuer  des stages mystiques. La forêt est l’objet d’une vive admiration avec un ascétisme très rigoureux dans lequel se trouve un nombre important de mausolées qui sont des lieux de toutes sortes de réjouissances avec la participation de brillantes fantasias comme à Sidi Boufernana qui se déroule chaque année.
Les femmes d'un certain âge,persistent à perpétuer leurs attachements à ces lieux de culte, exprimer leur vénération, étaler  leurs bonnes œuvres et leur vie ascétique et contemplative. Jouissant ainsi d’une réputation qui  consiste à répondre aux appels de leurs vœux exaucés. Ces mausolées et cénotaphes, par leur fort nombreuse multitude, subsistent toujours. Chacune d’entre elles a ses légendes et ses propres miracles. Leur sépulture placée en peine forêt, tout près des magnifiques sources abondamment arborisées, dans un décor de couleur et de lumière, et les arbres qui les entourent sont géants.
En 1830, lors du siège autour de Bouna (Annaba) ; durant les deux années d’incertitude des premières  batailles, un mouvement clandestin d’une flottille venait chaque nuit de Tekouch ravitailler, en toutes sortes de provisions, les habitants de la ville. A cette  époque, un événement historique de taille, ne manqua pas lui aussi d’intérêt certain et mérite une précision : puisque c’est là, à même l’Edough, ou son maquis a conservé dans  les montagnes le souvenir de la révolte de si Zeghdoud. Issu d’une famille de lettrés portant le nom de Oued Jemaoune, il était né à Souk el had (ou Ain Oum Elrakha actuellement) contre l’occupant bien que datant du premier jour pris de l’ampleur au mois de Juin 1841 réfugié à Sidi Akkacha.
À la fin du XIXe siècle, Tekouch prit le nom du général français Herbillon et à l’époque ou le bateau le Caramy faisait le transport des voyageurs entrent Bône et Herbillon, les premiers médecins à y avoir exercé était les Dr Bendjelloul et Monpére.
Après l'indépendance de l'Algérie Chétaibi, ce nom évocateur auquel s’ajoute une couleur berbère[Quoi ?] du sol et la fraîcheur des embruns méditerranéens, fut donné à ce splendide village en le baptisant de ce nom glorieux de note fervent et respectueux combattant pour l'indépendance. Alors nous comprenons très vite que ces lieux ont été bénis pour l’éternité par le combat des « Hommes libres » du champ d’honneur.

## Patrimoine
Pays de pêche, Chétaibi est également un pays de chasse très giboyeux. Les plages et les bains de mer ont certainement plus d’attrait à Chétaibi que nulle part ailleurs. Même au point de vue touristique, il pourrait être un village d’avenir certain et peut être, plus proche qu’on ne le croit. Au pied de la montagne, il y a des plages superbes qui bordent le rivage et des coins ravissants : la fontaine romaine, Oued Ghnem, la baie Ouest, les sables d’or, Kef Omar (Île de Sainte-Piastre) ; . . . ; qui sont des lieux très poissonneux.
Il y a aussi le port de Chétaibi (ex. Herbillion) qui semble sommeiller au fond d’une petite baie entrée de hautes montagnes de granit merveilleux, le plus beau et le plus dur que l’on puisse voir. L’exploitation des carrières de Chétaibi fut pendant longtemps la fortune de ce centre qui semblait ne pouvoir avoir d’autre activité  que celle de la pêche. Maintes grandes villes de France (Paris, Marseille,…) et même d’ailleurs (Rome, les pavés dont elles ont garni les chaussées de leurs rues).